# Pete Philly & Perquisite
Pete Philly & Perquisite war ein niederländisches Hip-Hop-Duo, bestehend aus dem Sänger Pete Philly und dem Komponisten sowie Produzenten Perquisite (Pieter Perquin), das mit seinem durch Jazz, Broken Beat und Soul beeinflussten Hiphop durch die ganze Welt getourt ist und zwei erfolgreiche Alben herausgebracht hat.

## Leben

### Beginn
1996 experimentiert Perquisite als Vierzehnjähriger mit Hip-Hop-Beats. Aufgrund seines durch klassische Werke geprägten Hintergrundes fügt er seinen Kreationen Elemente dieser Musikrichtung hinzu. Er gründet sein eigenes Label „Unexpected Records“ und liefert 2001 sein Debüt mit der EP The Outta Nowhere ab, in Zusammenarbeit mit Benjamin Herman. Er komponiert und produziert noch eine zweite Solo-EP, die 2002 erscheint. Auf dieser EP ist der Klarinettist David Kweksilber als Gastmusiker zu hören.
Pete Philly ist zu dieser Zeit schon einige Jahre als englischsprachiger MC in der Musikszene aktiv. Er wirkt beispielsweise in den Bands „Nicotine“ en „Gotcha!“ mit und hat mit diesen Auftritte bei Festivals wie Mysteryland und North Sea Jazz. Mit seinen kraftvollen Live-Auftritten und Freestyle-Qualitäten macht er von sich reden. Beim „Grote Prijs van Nederland“ 2002 erhält er den Musikerpreis. Dabei wurde er unterstützt vom damals erst 16-jährigen Trompeter Colin Benders, der inzwischen als Kyteman Karriere gemacht hat. Philly ist auch einer der Interpreten auf der CD „Unsigned“ vom Nederlands Pop Instituut, neben anderen noch unbekannten niederländischen Hiphoppern wie Opgezwolle, Lange Frans & Baas B und Raymzter.
Im Herbst 2002 lernen sich Pete Philly und Perquisite durch einen gemeinsamen Freund kennen. Sehr schnell wird beschlossen, zukünftig zusammenzuarbeiten. Dies geschieht zunächst als Gelegenheitsformation „North West Metropolis“, deren EP Expressions 2003 auf Perquisites immer noch bestehendem Label „Unexpected Records“ herauskommt. Danach beginnen sie erstmals als Pete „Philly & Perquisite“ die Arbeit an der EP Mindstate, die im Januar 2004 erscheint und sowohl in den Niederlanden als auch im Ausland positive Reaktionen hervorruft.

### Mindstate
Pete & Perq beschließen, die EP zu einem vollständigen Album auszubauen, und so folgt im März/April 2005 Mindstate. Die Platte erscheint zunächst in Japan in Zusammenarbeit mit P-Vine Records, über den Lizenzpartner Epitaph Europe einen Monat später in ganz Europa. Später wird das Album auch noch in Australien, Neuseeland, Südafrika, den USA und Kanada in Kooperation mit dem amerikanischen Label ANTI-Records herausgegeben. Auf dem Album sind verschiedene Gastmusiker zu hören, wie die niederländische Sängerin Senna, der MC Cee Major, der amerikanische Rapper Talib Kweli, Saxophonist Benjamin Herman en der Gitarrist Jesse van Ruller. Mindstate erhält viele positive Reaktionen der Presse im In- und Ausland. 2006 empfängt das Duo verschiedene Musikpreise, unter anderem die Zilveren Harp und einen Essent Award. Bekanntheit erreicht das Duo vor allem mit ihren auffälligen Live-Auftritten, begleitet von ihrer 5-Mann-Band. Die eineinhalb Jahre dauernde Tournee beginnt in kleinen Sälen in den Niederlanden, aber nach Auftritten in Deutschland, der Schweiz, Österreich, Belgien, Frankreich, Spanien, Italien, Skandinavien und den USA wird die Clubtour letztendlich am 30. September 2006 im ausverkauften Melkweg in Amsterdam beendet.
Anfang 2007 folgt die Remix-Aufnahme Remindstate, auf der Pete & Perq verschiedene befreundete Künstler das Mindstate-Material haben remixen lassen. Dieses Album enthält unter anderen Bearbeitungen von Seiji (UK), C-Mon & Kypski (NL), Collective Efforts (USA), Nicolay (NL), DJ Mitsu (JP), Morgan Spacek (UK), Laidback Luke (NL) und von Perquisite selbst.

### Mystery Repeats
Am 10. September 2007 erscheint das zweite Album von Pete Philly & Perquisite, Mystery Repeats. Die erste Single des Albums Time Flies ist ein großer Erfolg. Am 4. April 2008 ist das Duo zu Gast bei Pauw & Witteman, dort stellen sie ihre zweite Single Empire live mit einem Streichquartett vor. Ende August 2008 haben Pete & Perq ihr Debüt in den niederländischen Top 40 mit der dritten Single-Auskopplung Mystery Repeats. Außerdem werden sie 2008 für den Gouden Notekraker nominiert und erhalten den prestigeträchtigen Amsterdam-Preis für Kunst aus den Händen des Amsterdamer Bürgermeisters Job Cohen. Im Oktober 2008 beginnen Pete & Perq eine weitläufige europäische Clubtour, die sie durch Deutschland, Österreich, die Schweiz, Frankreich, Schweden, Dänemark und die Niederlande führt. Die ersten drei niederländischen Shows sind ausverkauft und auch im Ausland beginnt das Duo und ihre inzwischen 6-Mann-Live-Formation nun die Säle zu füllen. Im März sind Pete & Perq noch auf einer kurzen Tour durch Japan, im Sommer treten sie bei vielen Festivals in Europa auf, darunter das Splash (Deutschland), Sziget (Ungarn), Lowlands (Niederlande), Gurten (Schweiz) und Exit (Serbien). Diese Europa-Tour wird mit einer ausverkauften Show im Amsterdamer Poptempel Paradiso am 6. Dezember 2008 abgeschlossen.
Ein paar Monate später reisen Pete & Perq mit ihrer Band schon wieder ab, diesmal in die USA zum South by Southwest Festival. In der Tourneepause arbeitet Perquisite an seinem ersten Soundtrack für den Film Carmen van het Noorden (unter anderen mit Tygo Gernandt). Auf dem Filmfestival in Utrecht 2009 ergattert er damit den Filmpreis Gouden Kalf, nachdem er vorher das Duiveltje als bester Produzent der Niederlande gewonnen hatte. Pete Philly debütiert zur gleichen Zeit als Schauspieler in dem Stück „A Man From Nowhere“ der Theatergruppe MC.
Im September 2009 starten Pete Philly & Perquisite ihre letzte Tour. Mit einer 13-Mann-Formation, bestehend aus Schlagzeug, Keyboard, Bass, Cello, Discjockey, einer Bläsersektion und einem Streicherquartett, sind Pete Philly & Perquisite auf einer Theatertour in den Niederlanden, die sie die „Final Celebration Tour“ getauft haben. Am 29. Oktober 2009 findet die offiziell letzte Show im ausverkauften Rabozaal im Melkweg statt. Seit diesem Tag besteht das Duo Pete Philly & Perquisite nicht mehr.

### Auflösung des Duos
Von den beiden Musikern werden mehrere Gründe für die Auflösung angegeben, unter anderen die vielen kräftezehrenden Touren, aber auch Meinungsverschiedenheiten über die weitere musikalische Richtung. Alles in allem scheint es keine Inspirationen für ein drittes gemeinsames Album zu geben, darum beschließen Pete & Perq auf dem Höhepunkt ihrer Karriere diese zu beenden, ungeachtet des Unverständnisses der Fans.
Von Perquisite erschien im Oktober 2010 das Album Across und die EP mit dem Titel Set Me Free. Pete Philly veröffentlichte 2011 seine Solo-Produktion Open Loops als Gratis-Download im Internet und im Oktober desselben Jahres sein Debütalbum One in den Niederlanden, das seit Ende Januar 2012 auch in Deutschland erhältlich ist.

### Wiedervereinigung
Im Jahr 2024 findet sich das Duo nach 15 Jahren und einigen Soloanläufen wieder zusammen und bringt ihr drittes Album EON heraus. Neben den bekannten Klängen von Soul, Jazz und Hiphop kommen auch Töne des Pop zur Anwendung.

### Auszeichnungen und Nominierungen
2005
- Mindstate ‘Disque Pop de la Semaine’ (VPRO radio)
- Gewinner des Essent Award
- Nominierung für das beste Album des Jahres durch 3voor12
- Nominierung für zwei Dutch Mobo Awards: Best Live Act & Best Album

2006
- Gewinner der Zilveren Harp
- Gewinner des Kink FM Live XS Award: Beste Nieuwe Live Act
- Nominierung für zwei Edisons: Beste Gruppe und Beste Neue Gruppe
- Nominierung für drei 3FM Awards: Bester Interpret R&B & HipHop, Bestes Album und Bester Neuer Künstler
- Nominierung für den TMF Award: Bester Neuer Künstler
- Nominierung für den MTV European Music Award: Best Dutch/Belgian Act
- Nominierung für den Urban Awards: Bester Live Act
- Nominierung für den Party Peeps 2000 Award: Bester Live Act
- Gewinner des Gouden Greep 2006 für die beste Zusammenarbeit und nominiert für die Beste Gruppe und den Besten Live Act

2007
- Nominierung für zwei Urban Awards: Bestes Album & Bester Live Act
- Nominierung für sechs Gouden Grepen: Beste Gruppe, Bestes Album, Bester Live Act, Bester Song, Bestes Video, Bester Producer

2008
- Nominierung für den Gouden Notenkraker: Music
- Nominierung für den 3FM Awards: Beste Artiest Alternative
- Gewinner des Amsterdamprijs voor de Kunst
- Nominierung für den MTV European Music Award
- Nominierung für drei State Awards: Beste Gruppe, Bester Live Act & Beste Single

2009
- Nominierung für einen Edison: Bester Song (Mystery Repeats)
- Nominierung für den 3FM Awards: Beste Artiest Alternative
- Perquisite gewinnt das „Duiveltje“ für den besten Producer
- Perquisite gewinnt das „Gouden Kalf“ für die beste Filmmusik (Carmen van het Noorden)
- Nominierung für zwei State Awards: Bester Live Act & Bester Producer (Perquisite)

## Diskografie

### Alben
| Jahr | Titel           | Höchstplatzierung, Gesamtwochen, AuszeichnungChartsChartplatzierungen (Jahr, Titel, Platzierungen, Wochen, Auszeichnungen, Anmerkungen) | Anmerkungen |
| Jahr | Titel           | NL | Anmerkungen |
| ---- | --------------- | --- | ----------- |
| 2005 | Mindstate       | NL52 (29 Wo.)NL |             |
| 2007 | Remindstate     | NL49 (4 Wo.)NL |             |
| 2007 | Mystery Repeats | NL2 (25 Wo.)NL |             |

### Singles
| Jahr | Titel Album     | Höchstplatzierung, Gesamtwochen, AuszeichnungChartsChartplatzierungen (Jahr, Titel, Album, Platzierungen, Wochen, Auszeichnungen, Anmerkungen) | Anmerkungen |
| Jahr | Titel Album     | NL | Anmerkungen |
| ---- | --------------- | --- | ----------- |
| 2008 | Mystery repeats | NL34 (3 Wo.)NL |             |

Weitere Singles
- Insomnia, erschienen am 7. März 2005
- Grateful 3. Oktober 2005
- Mellow 27. März 2006 (mit Senna)
- Time Flies 20. August 2007
- Empire 4. Februar 2008
- Q&A 24. November 2008

### Videoalben
- Mystery Repeats - The Live Edition, 20. Dezember 2008